# 吴承康
吴承康（1929年11月14日—2022年12月25日），祖籍河北滦县，出生于上海，高温气体力学家，中国科学院院士。
吴承康于1941年考入上海南洋模范中学。1947年进入交通大学就读。次年起赴美国留学，1951年、1952年先后获威斯康星大学机械工程系学士、硕士学位。1957年又获麻省理工学院博士学位。毕业后任职于麻省理工学院斯龙内燃机实验室。
此后回到中国，在中国科学院动力研究室从事燃烧学研究。1960年起任职于中国科学院力学研究所。次年起参与中程弹道导弹弹头烧蚀防热材料的模拟试验研究。1970年代先后在第七机械工业部207所、701年任职。1978年后再度返回中国科学院力学研究所。1984年出任力学研究所副所长。期间他主持成立高温气体动力学研究实验室，并主要从事等离子体科学、燃烧科学等领域的应用研究。1992年当选中国科学院技术科学部学部委员（院士）。